# Estela de Nícer
A Estela de Nícer Clutosi é uma estela funerária do primeiro século d.C.
Foi encontrada no ano 1932 no concelho de A Veiga/Vegadeo, na freguesia de Piantón e faz referência a Nícer Clutosi, príncipe dos albiões. Encontra-se actualmente exposta no Museu Arqueológico das Astúrias, em Oviedo.
A inscrição da estela é a seguinte:
«XP NICER CLUTOSI) CARIACA PRINCIPIS ALBIONUM AN LXXV HI S EST»,
Uma possível tradução seria::
Nicer, (filho) de Clutoso (do castro) de Cariaca, (da Casa) do príncipe dos albiões, de 75 anos, jaz aqui.